# Diocesi di Soissons

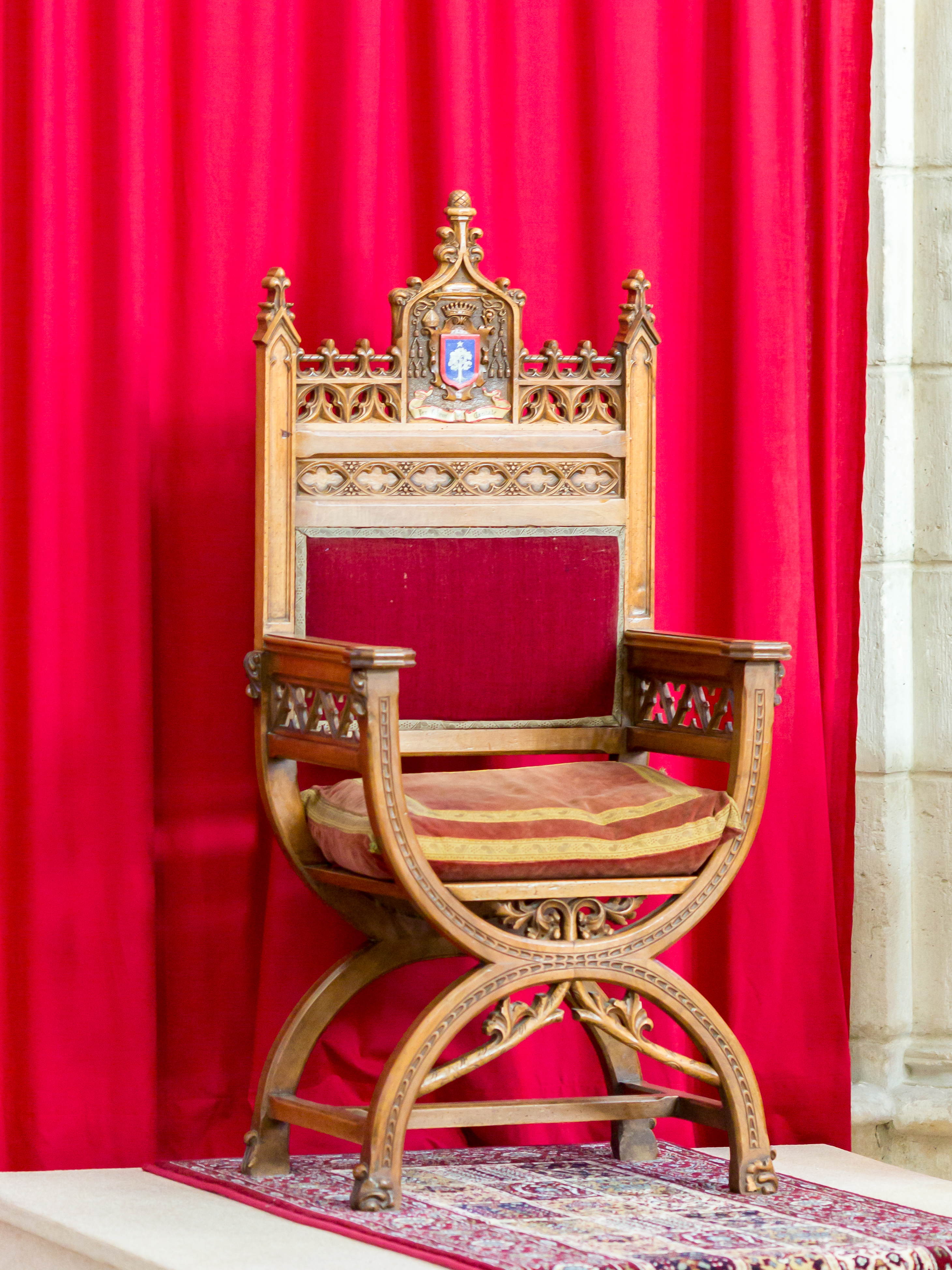
La cattedra episcopale, nella cattedrale dei Santi Gervasio e Protasio a Soissons.

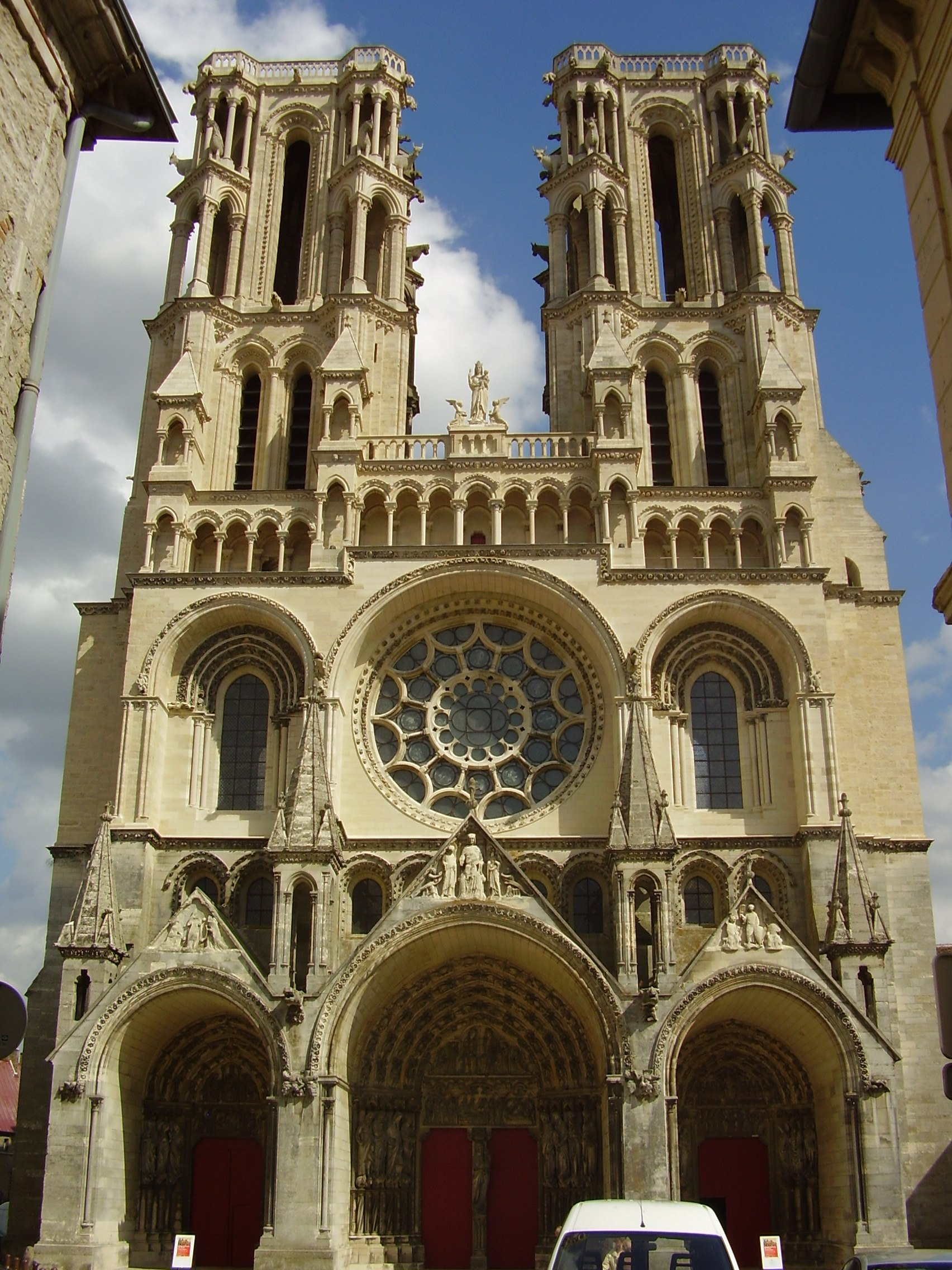
L'ex cattedrale di Notre-Dame a Laon.

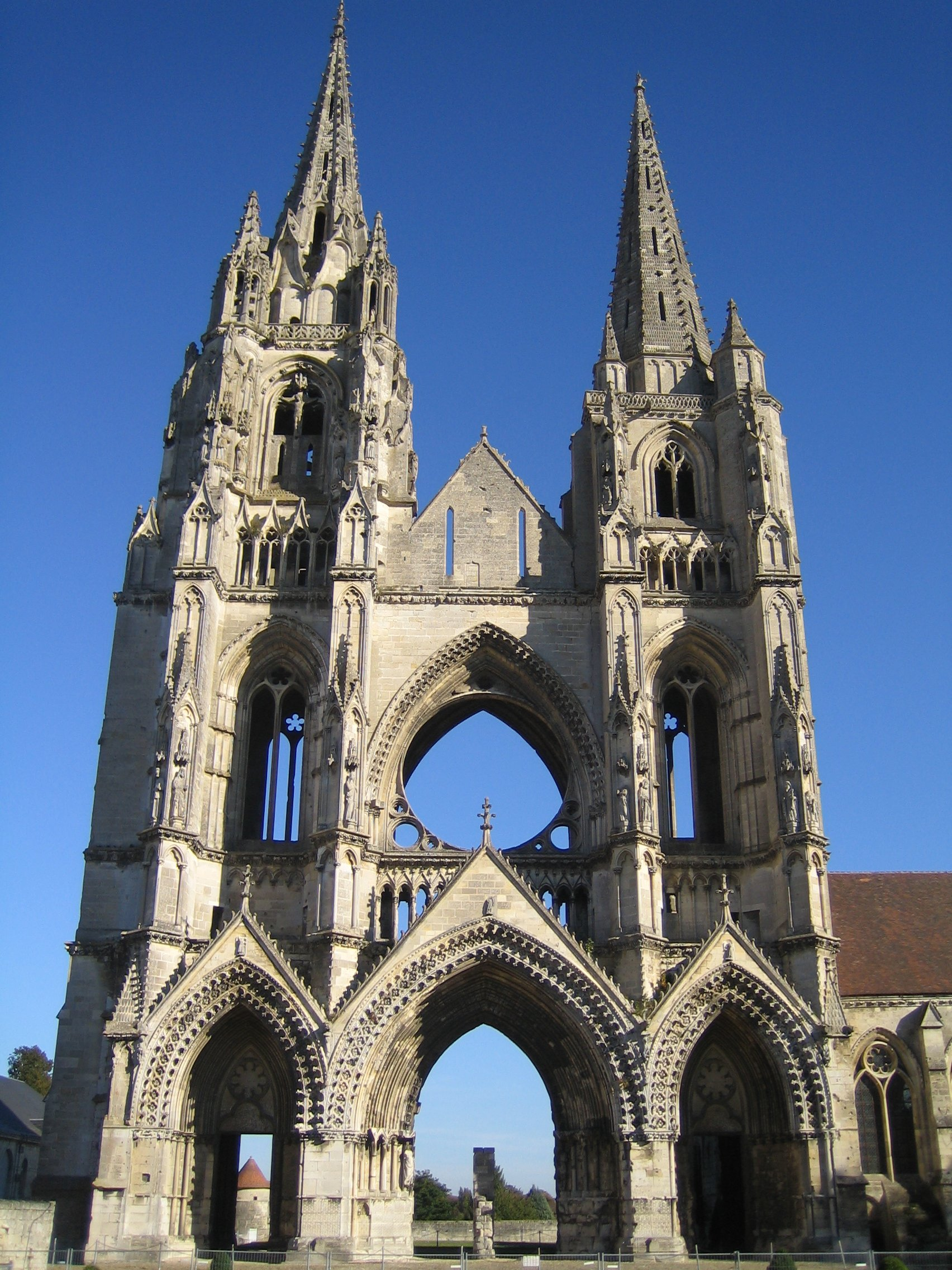
Resti della facciata della chiesa abbaziale di Saint-Jean-des-Vignes, fondata nell'XI secolo, confiscata, venduta e parzialmente demolita durante la rivoluzione francese.

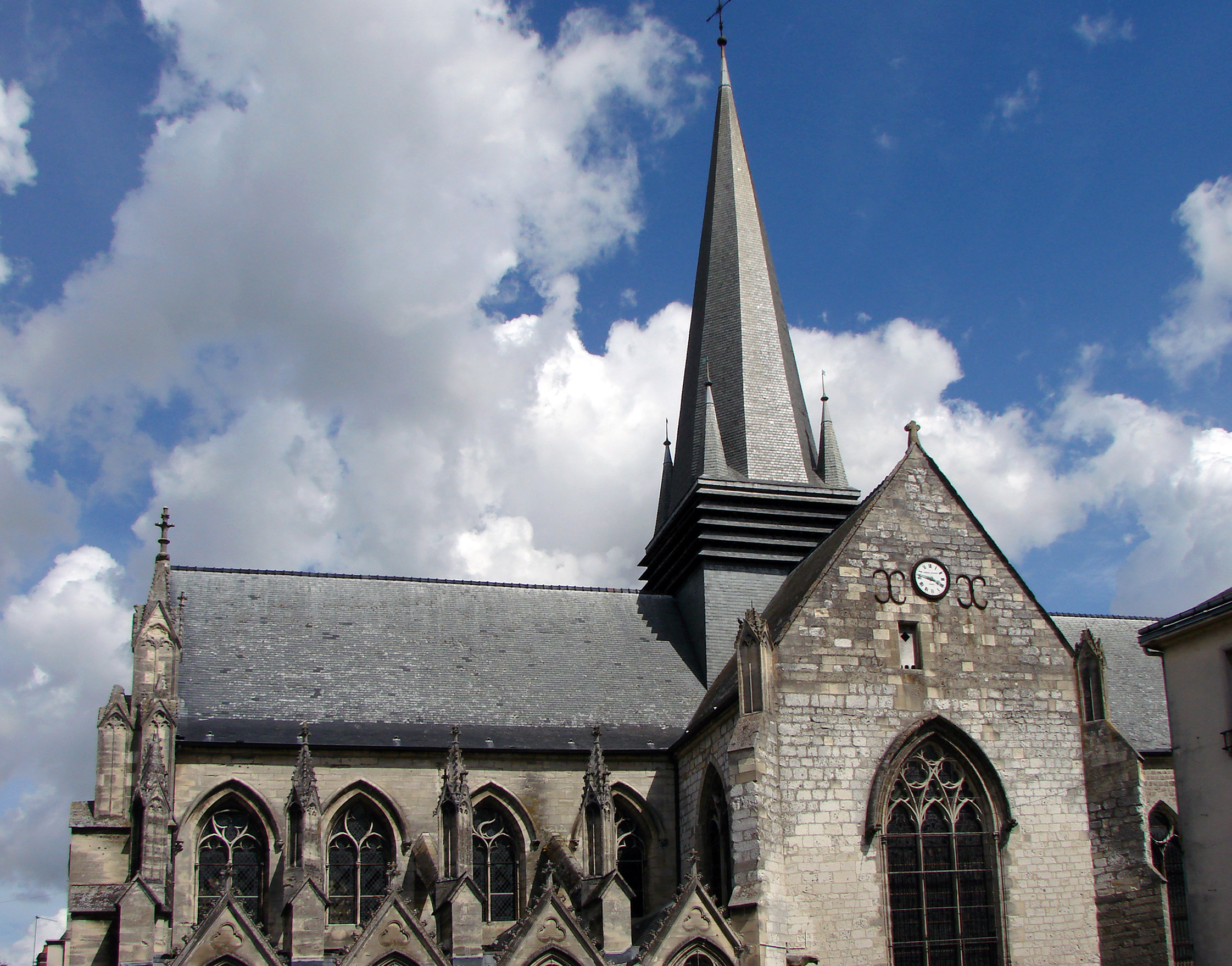
La basilica Notre-Dame de Liesse, santuario mariano della diocesi di Soissons.

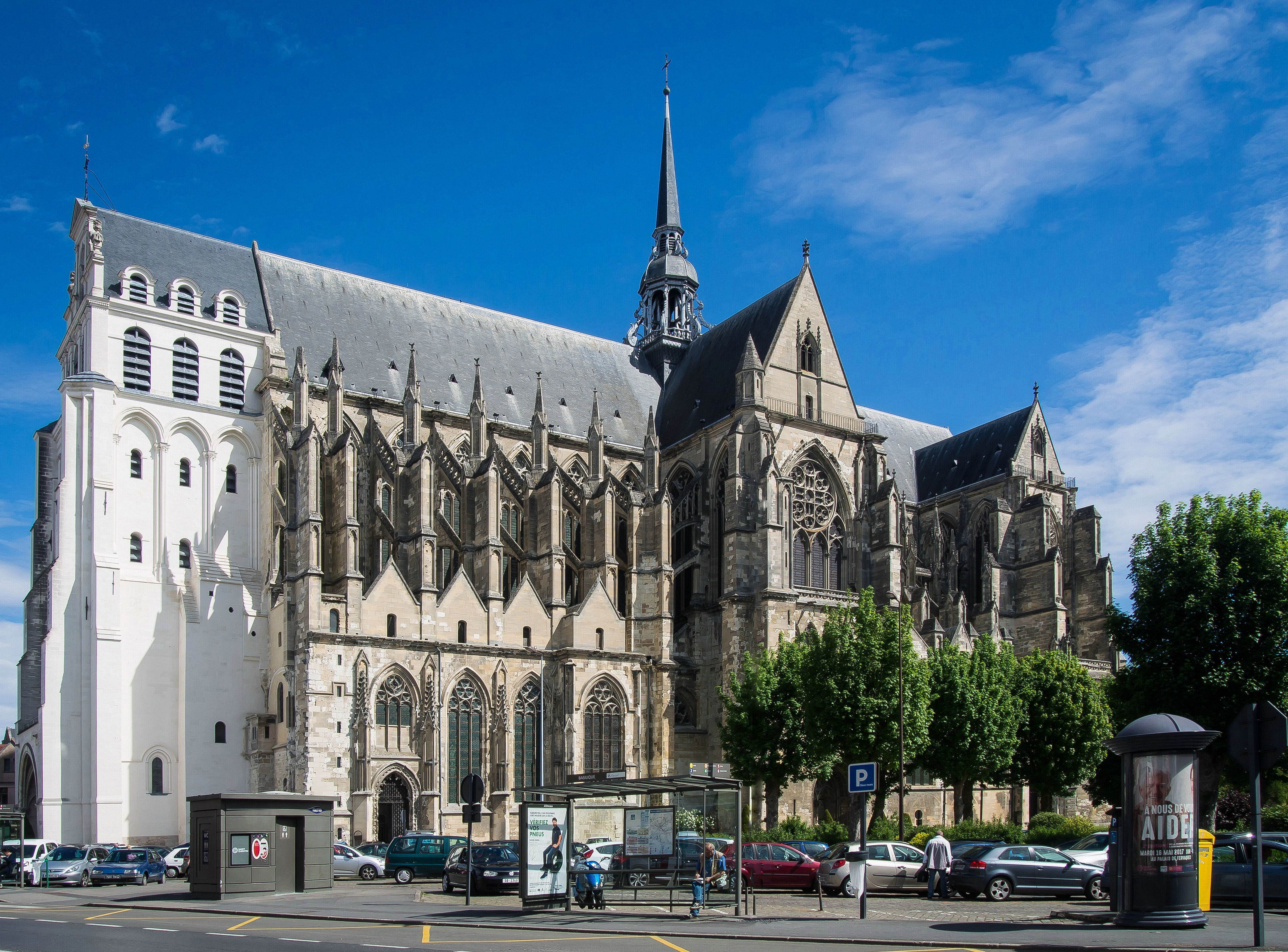
La basilica di San Quintino.

Mappa delle diocesi dell'Aisne prima del 1790.

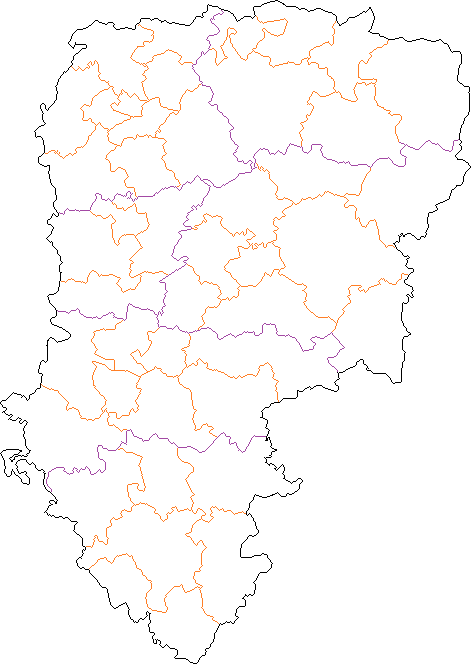
Mappa delle zone pastorali e delle parrocchie della diocesi.

La diocesi di Soissons (in latino Dioecesis Suessionensis) è una sede della Chiesa cattolica in Francia suffraganea dell'arcidiocesi di Reims. Nel 2023 contava 392.510 battezzati su 545.181 abitanti. È retta dal vescovo Renauld de Dinechin.

## Territorio
La diocesi comprende il dipartimento francese dell'Aisne.
Sede vescovile è la città di Soissons, dove si trova la cattedrale dei Santi Gervasio e Protasio. A Laon sorge l'ex cattedrale di Notre-Dame. Nel territorio diocesano esistono due basiliche minori: Notre-Dame de Liesse a Liesse-Notre-Dame, e San Quintino a San Quintino.
Il territorio si estende su 7.362 km² ed è suddiviso in 41 parrocchie, raggruppate in 6 zone pastorali, che corrispondono agli arrondissement del dipartimento: Thiérache, San Quintino, Laon, Chauny, Soissons e Château-Thierry.

## Storia
La diocesi è attestata verso la fine del III secolo con il vescovo Diviziano, che secondo la tradizione era nipote dei santi Sisto e Sinicio, fondatori della chiesa di Reims e primi evangelizzatori del territorio dei Suessioni. Una tradizione riconosciuta dai Bollandisti attribuisce a Sisto e Sinicio la scoperta dei resti dei primi martiri di Soissons, Crepino e Crepiniano.
Il primo vescovo storicamente documentato è Mercurio, il cui nome si trova tra gli atti dello pseudo concilio di Colonia del 346 durante il quale un gruppo di vescovi fece sua la decisione del concilio di Sardica a favore di sant'Atanasio. Più conosciuti sono i santi vescovi Principio, fratello di san Remigio di Reims e Lupo, suo figlio, che prese parte al concilio di Orléans del 511.
Augusta Suessionum, l'antica Noviodunum, era la capitale ed il centro amministrativo della civitas Suessionum, nella provincia romana della Gallia Belgica seconda, come attestato dalla Notitia Galliarum dell'inizio del V secolo. Dal punto di vista religioso, come di quello civile, Soissons dipendeva dalla provincia ecclesiastica dell'arcidiocesi di Reims, sede metropolitana provinciale.
Nell'Alto Medioevo Soissons fu sede di alcuni importanti concili della chiesa di Francia, presieduti dai re carolingi: nel 744 alla presenza di Pipino il Breve, nell'853 con Carlo il Calvo e nell'858 con Ludovico II il Germanico. Altri concili si celebrarono nel Medioevo, e precisamente nel 1121 (o 1122), nel 1155 e nel 1201.
All'inizio del XII secolo due contadini di Bucy-le-Long, Clemente ed Everardo, si misero a predicare in polemica con il clero, raccogliendo intorno a sé uno stuolo di proseliti. Ritenevano che la natura umana di Cristo fosse immateriale, negavano il battesimo dei fanciulli, rifiutavano il matrimonio e i rapporti sessuali. Il vescovo li sottopose all'ordalia dell'acqua benedetta: Clemente non superò la prova, mentre Everardo si convertì e abiurò, ma nel 1114, mentre il vescovo era assente, il popolo li prelevò dalla prigione e li condannò al rogo.
Nel 1176, all'epoca del vescovo Nivelon de Quierzy, ebbe inizio la costruzione dell'attuale cattedrale di Soissons, che fu ultimata tre secoli dopo; la sua consacrazione fu celebrata il 5 aprile 1479.
Durante l'Ancien régime i vescovi di Soissons ebbero il privilegio di ungere il re di Francia durante la cerimonia di incoronazione, in sostituzione degli arcivescovi di Reims nel caso che quella sede fosse vacante. Questo privilegio nasceva dal fatto che Soissons occupava il secondo posto nella provincia ecclesiastica di Reims.
Il seminario diocesano venne istituito dal vescovo Charles de Bourlon nel 1668; affidato inizialmente al clero secolare, dal 1675 venne dato agli Oratoriani. Confiscato nel 1792, il seminario "San Carlo", dove aver servito come ospedale militare, riottenne la sua antica destinazione d'uso nel 1814.
L'antica diocesi era circoscritta tra le diocesi di Noyon, Laon, Reims, Châlons, Troyes, Meaux, Senlis e Beauvais. All'insorgere della rivoluzione si contavano oltre 400 parrocchie, 8 collegiate, 25 abbazie ed un alto numero di comunità religiose. Il territorio era suddiviso in 4 arcidiaconati (Soissons, La Rivière, Brie e Tardenois) e 18 decanati.
In seguito al concordato con la bolla Qui Christi Domini di papa Pio VII del 29 novembre 1801 la diocesi fu compresa nei limiti del dipartimento dell'Aisne. A questo scopo inglobò la maggior parte del territorio della soppressa diocesi di Laon, parti minori delle diocesi di Noyon (il Vermandois) e di Cambrai, ed alcune parrocchie delle diocesi di Meaux, Reims e Troyes; e contestualmente cedette parti dell'antico territorio alle diocesi di Beauvais, Meaux, Reims e Châlons. Con la stessa bolla, Soissons fu resa suffraganea dell'arcidiocesi di Parigi.
Nel 1817 un progetto di restaurazione della diocesi di Laon, con territorio scorporato da quello di Soissons, non andò in porto, e Soissons mantenne integro il suo attuale territorio.
Il 6 ottobre 1822, per effetto della bolla Paternae charitatis di papa Pio VII, tornò ad essere suffraganea dell'arcidiocesi di Reims.
Il 13 giugno 1828 papa Leone XII, con la bolla Inter caeteras, concesse ai vescovi di Soissons di aggiungere al proprio titolo quello di vescovi di Laon.
L'11 giugno 1901 papa Leone XIII concesse ai vescovi anche il titolo di vescovo di Saint-Quentin, città identificata con la primitiva sede dei vescovi della civitas Veromandensis, all'origine della diocesi di Noyon.

## Cronotassi dei vescovi
Si omettono i periodi di sede vacante non superiori ai 2 anni o non storicamente accertati.
- San Diviziano † (fine III secolo)
- Rufino †
- Filiano †
- Mercurio † (menzionato nel 346)
- Sant'Onesimo I †
- Vincenzo †
- Luberano †
- Onesimo II †
- Sant'Edibio † (al tempo di Attila)[4]
- San Principio † (menzionato nel 475 circa)
- San Lupo † (menzionato nel 511)
- San Banderico † (prima metà del VI secolo)
- Droctigisilo † (menzionato nel 589)
- Anectario †
- Teobaldo I †
- Tondolfo †
- Landolfo †[5]
- Sant'Anserico † (prima del 614 - dopo il 637/638)
- Bettoleno †[6]
- San Drausio † (prima del 660 - dopo il 667)
- Garimberto †
- Sant'Adalberto † (menzionato nel 683)
- San Gaudino †[7]
- Macario †
- Galcoino †
- Gobaldo †
- Uberto †
- Maldaberto †
- Deodato I †[8]
- Ildegodo o Ildingango † (menzionato nel 762 circa)
- Rotado I † (prima dell'814 - dopo l'829)
- Rotado II † (circa 832 - 862 deposto)
- Engelmodo † (862 - 865)
- Rotado II † (865 - dopo il 30 aprile 869) (per la seconda volta)
- Ildebaldo † (prima del 25 giugno 870 - dopo l'883)
- Riculfo † (prima dell'889 - dopo il 900)
- Rodoino † (? - 14 gennaio 906 o 907 deceduto)
- Abbone † (prima del 909 - 21 giugno 937 deceduto)
- Guido d'Anjou † (937 - circa luglio 972 deceduto)
- Guido d'Amiens † (prima di dicembre 972 - fine del 995 deceduto)
- Foulques † (circa 996 - 6 agosto 1019 deceduto)
- Déodat II † (1019 - 31 dicembre 1020 deceduto)
- Bérold † (1021 - 27 ottobre 1052 deceduto)
- Heddo † (1053 - 21 giugno 1063 deceduto)
- Adélard † (1064 - 1072 deceduto)
- Thibaut de Pierrefonds † (1072 - gennaio 1080 deceduto)
- Ursion † (1080 - 1081 deposto)
- Sant'Arnolfo di Soissons † (1081 - 15 agosto 1082 deceduto)
- Ingelram † (menzionato nel 1084)
- Hilgot † (1084 - 1087 dimesso)
- Henri † (1088 - circa 1090 dimesso)
- Hugues de Pierrefonds † (marzo 1093 - 30 gennaio 1103 deceduto)
- Manasses de Soissons † (1103 - 1º marzo 1108 deceduto)
- Liziard de Crépy † (1108 - 18 ottobre 1126 deceduto)
- Josselin de Vierzy † (1126 - 24 ottobre 1152 deceduto)
- Anscoul de Pierrefonds † (dicembre 1152 - 19 settembre 1158 deceduto)
- Hugues de Chamfleury † (1159 - 4 settembre 1175 deceduto)
- Nivelon de Quierzy † (1176 - 14 settembre 1207 deceduto)[9]
- Aymard de Provins † (luglio 1208 - 20 maggio 1219 deceduto)
- Jacques de Bazoches † (luglio 1219 - 8 luglio 1242 deceduto)
- Raoul de Coudun † (prima del 1244 - 6 dicembre 1245 deceduto)
- Guy de Châteauporcien † (dicembre 1245 - 1250 dimesso)
- Nivelon de Bazoches † (8 gennaio 1252 - 10 febbraio 1262 deceduto)
- Milon de Bazoches † (1262 - 24 settembre 1290 deceduto)
- Gérard de Montcornet † (23 marzo 1292 - 1296 deceduto)
- Guy de La Charité † (30 luglio 1296 - 8 luglio 1313 deceduto)
- Gérard de Courtonne † (27 agosto 1313 - 27 ottobre 1331 deceduto)
- Pierre de Chappes † (13 novembre 1331 - settembre 1349 deceduto)
- Guillaume Bertrand de Colombier † (31 ottobre 1349 - 15 maggio 1362 deceduto)
- Simon de Bucy † (10 giugno 1362 - 14 ottobre 1404 deceduto)
- Victor de Camerin, O.E.S.A. † (20 ottobre 1405 - 13 gennaio 1414 deceduto)
- Nicolas Graibert † (11 febbraio 1414 - novembre 1422 deceduto)
- Renaud de Fontaines † (8 gennaio 1423 - 5 settembre 1442 deceduto)
- Jean Milet † (15 febbraio 1443 - 1º aprile 1503 deceduto)
- Claude de Louvain † (24 aprile 1503 - 18 agosto 1514 nominato vescovo di Sisteron)
- Foucault de Bonneval † (18 agosto 1514 - 1º luglio 1528 nominato vescovo di Bazas)
- Symphorien de Bullioud † (1º luglio 1528 - 5 gennaio 1534 deceduto)
- Mathieu de Longuejoue † (6 febbraio 1534 - 6 settembre 1557 deceduto)
- Charles de Roucy † (15 dicembre 1557 - 6 ottobre 1585 deceduto)
- Jérôme Hennequin † (17 agosto 1587 - 10 marzo 1619 deceduto)
- Charles de Hacqueville † (12 agosto 1619 - 27 febbraio 1623 decedutuo)
- Simon Legras † (16 settembre 1624 - 28 ottobre 1656 deceduto)
- Charles de Bourlon † (28 ottobre 1656 succeduto - 26 ottobre 1685 deceduto)
  - Sede vacante (1685-1691)
  - Pierre-Daniel Huet † (13 novembre 1685 - 1691 dimesso)[10] (vescovo eletto)
- Fabius Brulart de Sillery † (21 gennaio 1692 - 20 novembre 1714 deceduto)
- Jean-Joseph Languet de Gergy † (29 maggio 1715 - 9 aprile 1731 nominato arcivescovo di Sens)
- Charles-François Le Févre de Laubriéres † (17 dicembre 1731 - 25 dicembre 1738 deceduto)
- François de Fitz-James † (4 maggio 1739 - 19 luglio 1764 deceduto)
- Henri-Joseph-Claude de Bourdeilles † (17 dicembre 1764 - 1801 dimesso)
- Jean-Claude Leblanc de Beaulieu † (9 aprile 1802 - 1820 dimesso)[11]
- Guillaume-Aubin de Villèle † (28 agosto 1820 - 21 marzo 1825 nominato arcivescovo di Bourges)
- Jules-François de Simony † (21 marzo 1825 - 31 maggio 1847 dimesso)
- Paul-Armand-Ignace-Anaclet Cardon de Garsignies † (17 gennaio 1848 - 6 dicembre 1860 deceduto)
- Jean-Joseph Christophe † (18 marzo 1861 - 10 agosto 1863 deceduto)
- Jean-Pierre-Jacques Dours † (21 dicembre 1863 - 17 maggio 1876 dimesso)
- Odon Thibaudier † (26 giugno 1876 - 14 febbraio 1889 nominato arcivescovo di Cambrai)
- Jean-Baptiste-Théodore Duval † (30 dicembre 1889 - 23 agosto 1897 deceduto)
- Augustin-Victor Deramecourt † (24 marzo 1898 - 16 settembre 1906 deceduto)
- Pierre-Louis Péchenard † (13 gennaio 1907 - 27 maggio 1920 deceduto)
- Charles-Henri-Joseph Binet † (16 giugno 1920 - 31 ottobre 1927 nominato arcivescovo di Besançon)
- Ernest-Victor Mennechet † (2 marzo 1928 - 2 giugno 1946 deceduto)
- Pierre-Auguste-Marie-Joseph Douillard † (17 febbraio 1947 - 22 maggio 1963 dimesso[12])
- Alphonse-Gérard Bannwarth † (22 maggio 1963 - 13 febbraio 1984 ritirato)
- Daniel Camille Victor Marie Labille † (16 febbraio 1984 - 25 marzo 1998 nominato vescovo di Créteil)
- Marcel Paul Herriot † (29 aprile 1999 - 22 febbraio 2008 dimesso)
- Hervé Giraud (22 febbraio 2008 succeduto - 5 marzo 2015 nominato arcivescovo di Sens e prelato della Missione di Francia o di Pontigny)[13]
- Renauld  de Dinechin, dal 30 ottobre 2015

## Statistiche
La diocesi nel 2023 su una popolazione di 545.181 persone contava 392.510 battezzati, corrispondenti al 72,0% del totale.
| anno | popolazione | popolazione | popolazione | presbiteri | presbiteri | presbiteri | presbiteri                | diaconi | religiosi | religiosi | parrocchie |
| anno | battezzati  | totale      | %           | numero     | secolari   | regolari   | battezzati per presbitero | diaconi | uomini    | donne     | parrocchie |
| ---- | ----------- | ----------- | ----------- | ---------- | ---------- | ---------- | ------------------------- | ------- | --------- | --------- | ---------- |
| 1948 | 423.000     | 453.000     | 93,4        | 507        | 481        | 26         | 834                       |         | 44        | 515       | 578        |
| 1970 | ?           | 526.346     | ?           | 399        | 375        | 24         | ?                         |         | 39        | 422       | 578        |
| 1980 | 453.000     | 537.000     | 84,4        | 308        | 297        | 11         | 1.470                     |         | 30        | 364       | 578        |
| 1990 | 479.000     | 563.000     | 85,1        | 214        | 205        | 9          | 2.238                     |         | 14        | 291       | 577        |
| 1999 | 450.000     | 537.259     | 83,8        | 152        | 143        | 9          | 2.960                     | 7       | 9         | 222       | 43         |
| 2000 | 430.000     | 535.842     | 80,2        | 147        | 138        | 9          | 2.925                     | 7       | 10        | 207       | 43         |
| 2001 | 425.000     | 535.489     | 79,4        | 135        | 126        | 9          | 3.148                     | 10      | 9         | 175       | 43         |
| 2002 | 410.000     | 535.489     | 76,6        | 127        | 119        | 8          | 3.228                     | 10      | 10        | 173       | 43         |
| 2003 | 405.000     | 535.489     | 75,6        | 123        | 114        | 9          | 3.292                     | 10      | 11        | 161       | 43         |
| 2004 | 390.000     | 535.489     | 72,8        | 116        | 109        | 7          | 3.362                     | 10      | 8         | 166       | 43         |
| 2010 | 397.187     | 548.017     | 72,5        | 100        | 89         | 11         | 3.971                     | 18      | 13        | 106       | 43         |
| 2014 | 404.400     | 559.000     | 72,3        | 87         | 75         | 12         | 4.648                     | 24      | 15        | 72        | 43         |
| 2017 | 388.800     | 539.783     | 72,0        | 71         | 58         | 13         | 5.476                     | 24      | 16        | 60        | 43         |
| 2020 | 384.500     | 534.490     | 71,9        | 73         | 53         | 20         | 5.267                     | 25      | 23        | 52        | 47         |
| 2022 | 386.000     | 536.136     | 72,0        | 69         | 53         | 16         | 5.594                     | 25      | 19        | 39        | 41         |
| 2023 | 392.510     | 545.181     | 72,0        | 66         | 50         | 16         | 5.947                     | 24      | 19        | 44        | 41         |